# Morarji Desai

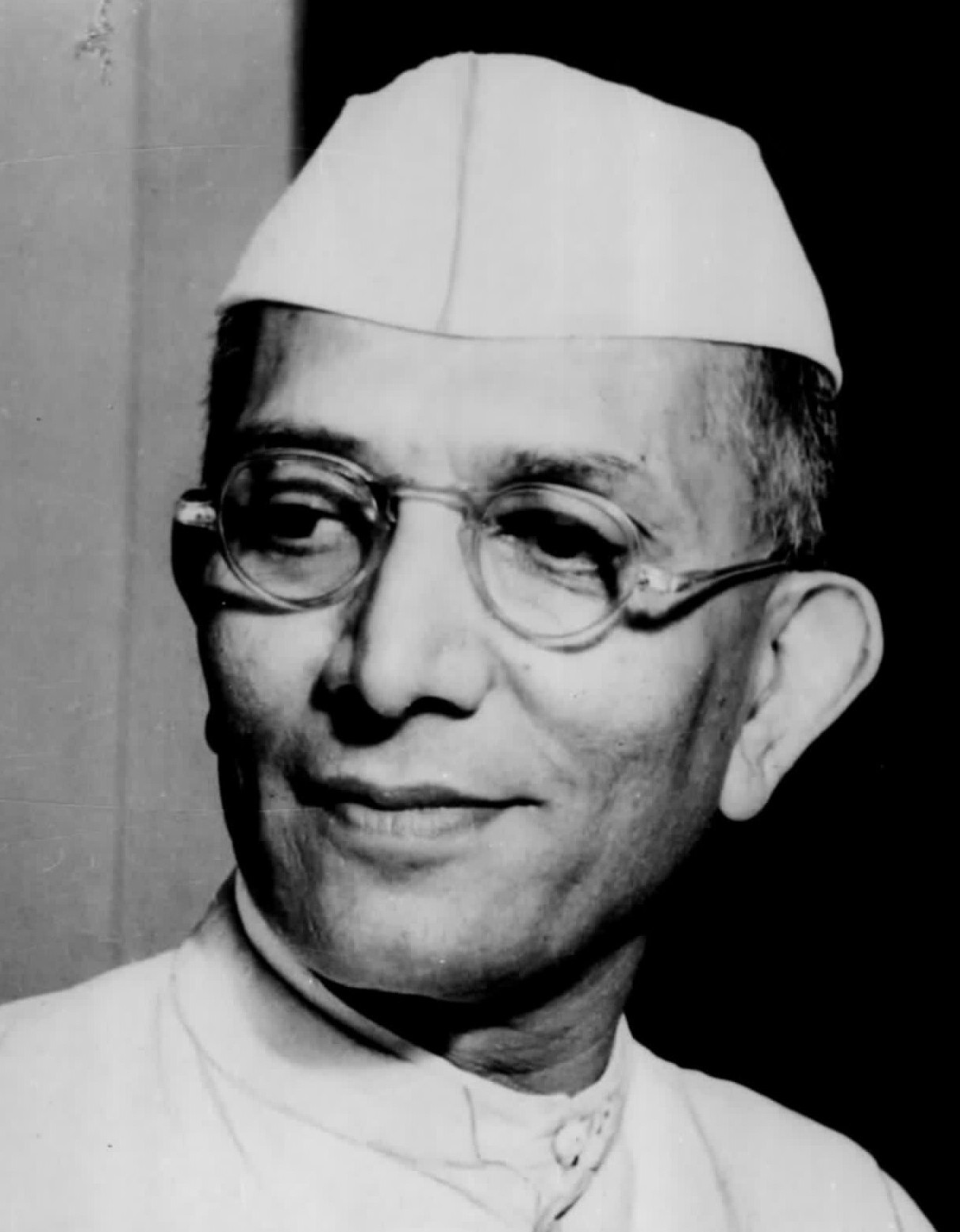
Morarji Desai (1978)

Morarji Ranchhodji Desai (Hindi: मोरारजी देसाई, Morārjī Desāī) (* 29. Februar 1896 in Bhadeli, Bombay [heute Gujarat]; † 10. April 1995 in Bombay, Maharashtra)  war von 1977 bis 1979 Premierminister von Indien.
Er schloss sich 1930 Mahatma Gandhis Kampagne des zivilen Ungehorsams an und war dafür zur Zeit Britisch-Indiens viele Jahre inhaftiert. Nach der Unabhängigkeit war er politisch in der Kongresspartei aktiv. Von 1952 bis 1956 war er Chief Minister des Bundesstaats Bombay. 1967 wurde er Vize-Premier unter Premierministerin Indira Gandhi. Bei der Spaltung der Kongresspartei im Jahr 1969 schloss sich Desai dem kleineren Flügel (Indian National Congress (Organisation), INC(O)) an und war dessen Spitzenkandidat bei der Parlamentswahl 1971.
Nach der durch Indira Gandhi 1975 veranlassten Verhängung des Ausnahmezustandes wurde er erneut inhaftiert.
Nach der Suspendierung des Ausnahmezustandes 1977 vereinigte sich der INC(O) mit drei weiteren Parteien zur Janata Party, die die anschließenden Parlamentswahlen gewann. Morarji Desai wurde danach zum Premierminister gewählt, musste aber 1979 aufgrund der völlig zerstrittenen Janata Party sein Amt wieder aufgeben.
Morarji Desai hat strikt die Prinzipien von Mahatma Gandhi verfolgt und war Moralist. Er starb im Alter von 99 Jahren.
Zu seinen Eigenheiten gehörte, dass er praktizierender Anhänger der Eigenharntherapie war. Damit hat er sich in Indien viele Spottnamen eingehandelt.